# Ermenonville-la-Petite
Ermenonville-la-Petite ist eine Gemeinde im französischen Département Eure-et-Loir in der Region Centre-Val de Loire. Sie gehört zum Kanton Illiers-Combray und zum Arrondissement Chartres. 

## Lage
Sie grenzt im Nordwesten an Épeautrolles, im Nordosten und im Osten an Luplanté, im Südosten an Bouville, im Süden an Saumeray und im Südwesten an Charonville. An der südwestlichen Gemeindegrenze verläuft der Fluss Vallée de Paray.

## Bevölkerungsentwicklung
| Jahr      | 1962 | 1968 | 1975 | 1982 | 1990 | 1999 | 2008 | 2015 |
| --------- | ---- | ---- | ---- | ---- | ---- | ---- | ---- | ---- |
| Einwohner | 175  | 146  | 120  | 135  | 160  | 159  | 186  | 183  |

## Sehenswürdigkeiten

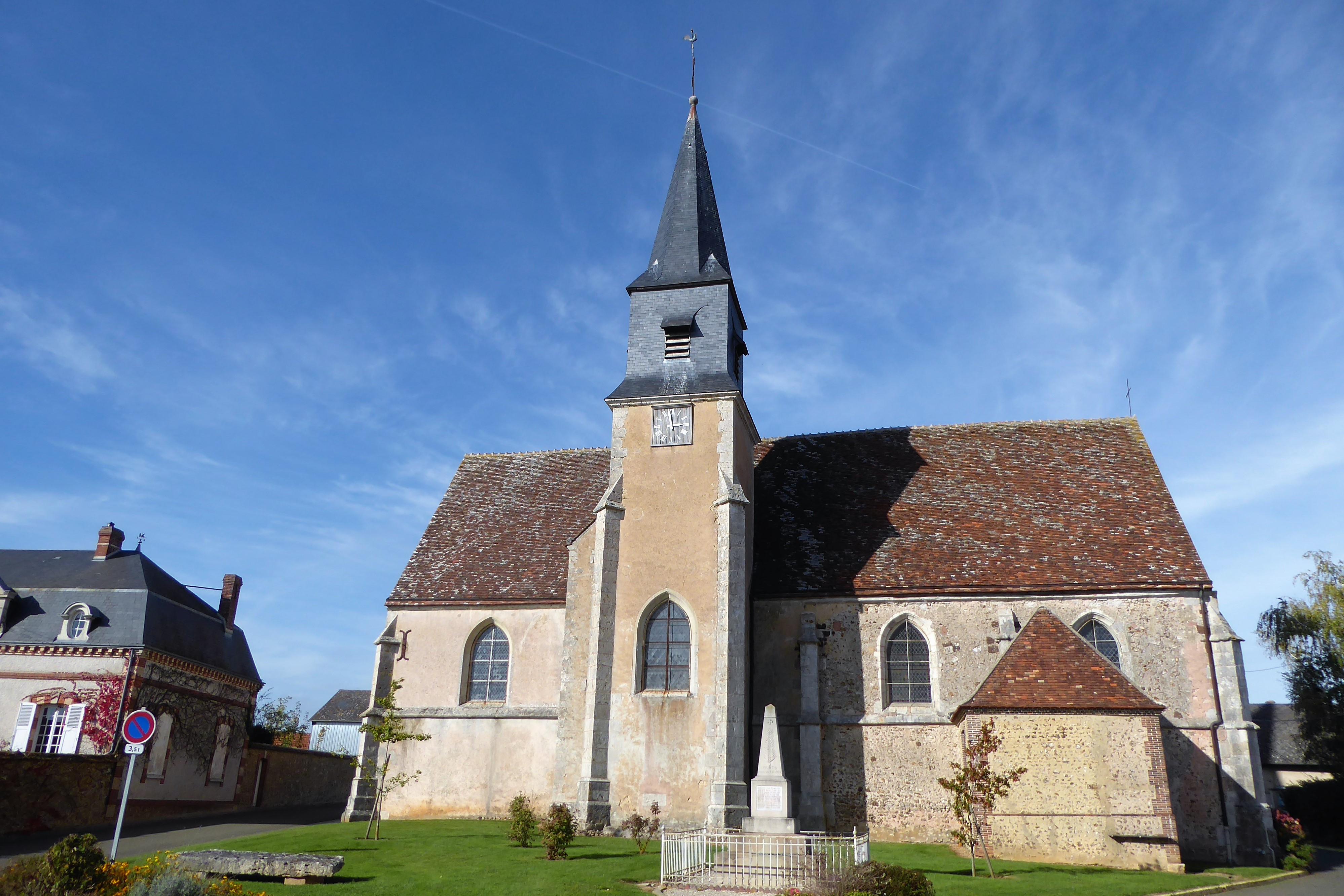
Kirche Saint-Barthélemy

- Kirche Saint-Barthélemy